# الساندرو کورونا
الساندرو کورونا (انگلیسی: Alessandro Corona؛ زادهٔ ۹ ژانویهٔ ۱۹۷۲) قایقران روئینگ اهل ایتالیا است.